# Championnats du monde de cyclisme en salle 2023
Navigation
2022 2024
Les championnats du monde de cyclisme en salle 2023 se déroulent du 11 au 13 août 2023 à Glasgow en Écosse, au Royaume-Uni au sein de l'Emirates Arena.
Cette édition accueille les premiers championnats du monde de cycle-ball féminin, portant le nombre total de disciplines à sept au programme des mondiaux en salle.
Ces mondiaux seront organisés dans le cadre plus large des championnats du monde de cyclisme UCI 2023 rassemblant tous les quatre ans à partir de 2023 treize championnats du monde de cyclisme dans différentes disciplines (route, piste, VTT...).

## Médaillés

### Cyclisme artistique
| Épreuves       | Or                                                                          | Argent                                                                          | Bronze                                                                   |
| -------------- | --------------------------------------------------------------------------- | ------------------------------------------------------------------------------- | ------------------------------------------------------------------------ |
| Simple hommes  | Lukas Kohl                                                                  | Philipp-Thies Rapp                                                              | Emilio Arellano                                                          |
| Simple femmes  | Ramona Dandl                                                                | Lara Füller                                                                     | Lorena Schneider                                                         |
| Paire femmes   | Allemagne- Selina Marquardt - Helen Vordermeier                             | Autriche- Rosa Kopf - Svenja Bachmann                                           | Suisse- Sina Bäggli - Julia Hämmerli                                     |
| Quatuor femmes | Suisse- Vanessa Hotz - Stefanie Moos - Flavia Schürmann - Carole Ledergeber | Allemagne- Tijem Karatas - Annika Rosenbach - Stella Rosenbach - Milena Schwarz | Autriche- Lea Morscher - Annika Pichler - Anna Pircher - Laura Schnetzer |
| Paire open     | Allemagne- Serafin Schefold - Max Hanselmann                                | Allemagne- Lea-Victoria Styber - Nico Rödiger                                   | Hong Kong- Lim Tsz Leung Ronald - Lim Tsz Him Jeff                       |

### Cycle-ball
| Épreuves | Or                                      | Argent                                    | Bronze                                         |
| -------- | --------------------------------------- | ----------------------------------------- | ---------------------------------------------- |
| Hommes   | Allemagne- Raphael Kopp - André Kopp    | Suisse- Yannick Fröhlich - Timon Fröhlich | Autriche- Stefan Feurstein - Patrick Schnetzer |
| Femmes   | Allemagne- Nadine Weber - Claire Feyler | Japon- Sayaka Kizawa - Kana Murabayashi   | Non attribuée                                  |

## Tableau des médailles
| Rang  | Nation    | Or | Argent | Bronze | Total |
| ----- | --------- | -- | ------ | ------ | ----- |
| 1     | Allemagne | 6  | 4      | -      | 10    |
| 2     | Suisse    | 1  | 1      | 1      | 3     |
| 3     | Autriche  | -  | 1      | 3      | 4     |
| 4     | Japon     | -  | 1      | -      | 1     |
| 5     | Espagne   | -  | -      | 1      | 1     |
| 5     | Hong Kong | -  | -      | 1      | 1     |
| Total | Total     | 7  | 7      | 6      | 20    |